# Amsinckia marginata
Amsinckia marginata är en strävbladig växtart som beskrevs av August Brand. Amsinckia marginata ingår i släktet gullörter, och familjen strävbladiga växter. Inga underarter finns listade i Catalogue of Life.